# Gold Hill (Oregón)
Gold Hill es una ciudad ubicada en el condado de Jackson en el estado estadounidense de Oregón. En el año 2009 tenía una población de 1.080 habitantes y una densidad poblacional de 591.8 personas por km².

## Geografía
Gold Hill se encuentra ubicada en las coordenadas 42°26′1″N 123°3′16″O / 42.43361, -123.05444.

## Demografía
Según la Oficina del Censo en 2000 los ingresos medios por hogar en la localidad eran de $32,500, y los ingresos medios por familia eran $35,438. Los hombres tenían unos ingresos medios de $33,625 frente a los $23,036 para las mujeres. La renta per cápita para la localidad era de $16,856. Alrededor del 12.5% de la población estaban por debajo del umbral de pobreza.